# Polyrhabda atriplicifolia
Polyrhabda atriplicifolia är en amarantväxtart som beskrevs av C. C. Towns. Polyrhabda atriplicifolia ingår i släktet Polyrhabda och familjen amarantväxter. Inga underarter finns listade i Catalogue of Life.